# 古生物學數據庫
古生物學資料庫（英語：Paleobiology Database，簡稱PBDB） 是一個線上資源，提供關於化石動物、植物與微生物的分布與分類資訊。

## 歷史
古生物學資料庫起源於由美國國家生態分析與綜合中心（NCEAS）資助的「顯生宙海洋古動物群資料庫計劃」，該計劃於 1998 年 8 月至 2000 年 8 月期間運作。從 2000 年至 2015 年，PBDB獲得美國國家科學基金會（NSF）的資助，也曾獲得澳洲研究委員會的支持。
從2000年至2010年，PBDB設置於加州大學聖塔芭芭拉分校內的國家生態分析與綜合中心（NCEAS），這是一個跨學科的研究中心。該資料庫目前設於威斯康星大學麥迪遜分校，並由一個由主要資料貢獻者組成的國際委員會負責管理。
PBDB與新生代古生態學資料庫（Neotoma） 密切合作，兩者在學術背景上有許多共通點，但Neotoma著重於第四紀時期（尤其是晚更新世與全新世），研究時間尺度介於數十年至數千年之間。
Neotoma與PBDB共同促成了地球生命聯盟（EarthLife Consortium） 的成立，這是一個非營利性的統籌組織，旨在支持古生態與古生物資料的自由、便捷分享。

## 外部連結
- The Paleobiology Database（英文）